# علائین (شمیرانات)
علائین یکی از روستاهای بخش لواسانات در شهرستان شمیرانات استان تهران ایران است. این روستا در فاصله ۱۷ کیلومتری از شهر لواسان قرار دارد.

## جمعیت
این روستا در دهستان لواسان بزرگ قرار دارد و جمعیت آن بر اساس سرشماری سال ۱۳۸۵ حدود ۹۹ نفر در ۳۴ خانوار بوده است که قطعاً تا کنون افزایش یافته است.